# Nosodendridae
Nosodendridae là một họ bọ cánh cứng.

## Các loài
Họ này có khoảng 67 loài được phân vào 3 chi:
- Chi Nosodendron Latreille, 1804
  - Nosodendron africanum Endrödy-Younga, 1989
  - Nosodendron agaboides Champion, 1923
  - Nosodendron angelum Reichardt, 1973
  - Nosodendron asiaticum Lewis, 1889
  - Nosodendron australe Fauvel, 1903
  - Nosodendron australicum Lea, 1931
  - Nosodendron batchianum Champion, 1923
  - Nosodendron bilyi Háva, 2000
  - Nosodendron boliviense Háva, 2005
  - Nosodendron bucki Jorge, 1973
  - Nosodendron californicum Horn, 1874
  - Nosodendron calvum (Tryon, 1892)
  - Nosodendron celebense Champion, 1923
  - Nosodendron ceylanicum Motschulsky, 1863
  - Nosodendron chelonarium Joly, 1991
  - Nosodendron coenosum (Wollaston, 1873)
  - Nosodendron derasum Sharp, 1902
  - Nosodendron disjectum Champion, 1923
  - Nosodendron dybasi Reichardt, 1976
  - Nosodendron elongatum Endrödy-Younga, 1991
  - Nosodendron fasciatum Joly, 1991
  - Nosodendron fasciculare (Olivier, 1790)
  - Nosodendron fijiense Lea, 1931
  - Nosodendron glabratum Champion, 1923
  - Nosodendron grande (Reitter, 1881)
  - Nosodendron hageni (Reitter, 1886)
  - Nosodendron helferi Háva, 2000
  - Nosodendron hispidum Champion, 1923
  - Nosodendron horaki Háva, 2000
  - Nosodendron incognitum Háva, 2005
  - Nosodendron indicum Pic, 1923
  - Nosodendron interruptum Lea, 1931
  - Nosodendron jakli Háva, 2005
  - Nosodendron kalimantanus Háva, 2005
  - Nosodendron laosense Háva, 2007
  - Nosodendron latifrons Sharp, 1902
  - Nosodendron latum Endrödy-Younga, 1991
  - Nosodendron leechi Reichardt, 1976
  - Nosodendron lentum Oehme-Leonhardt, 1954
  - Nosodendron madagascariense Alluaud, 1896
  - Nosodendron manuselae Háva, 2008
  - Nosodendron marginatum (Reitter, 1886)
  - Nosodendron mediobasale Lea, 1931
  - Nosodendron mexicanum Sharp, 1902
  - Nosodendron moluccense Háva, 2008
  - Nosodendron nepalense Háva & Farkač, 2003
  - Nosodendron niasense Háva, 2005
  - Nosodendron nitidum Champion, 1923
  - Nosodendron nomurai Háva, 2000
  - Nosodendron oblongum Champion, 1923
  - Nosodendron ovatum Broun, 1880
  - Nosodendron pauliani Endrödy-Younga, 1991
  - Nosodendron politum Sharp, 1902
  - Nosodendron prudeki Háva, 2000
  - Nosodendron punctatostriatum Chevrolat, 1864
  - Nosodendron punctulatum (Reitter, 1886)
  - Nosodendron reichardti Joly, 1991
  - Nosodendron ritsemae (Reitter, 1886)
  - Nosodendron sikkimense Champion, 1923
  - Nosodendron slipinskii Endrödy-Younga, 1991
  - Nosodendron strigiferum Champion, 1923
  - Nosodendron subtile Sharp, 1902
  - Nosodendron testudinum Waterhouse, 1876
  - Nosodendron thompsoni Reichardt, 1976
  - Nosodendron tiomanense Háva, 2006
  - Nosodendron tonkineum Pic, 1923
  - Nosodendron tritavum Scudder, 1890
  - Nosodendron unicolor Say, 1824
  - Nosodendron vestitum (Tryon, 1892)
  - Nosodendron zealandicum Sharp, 1886
- Chi Nosoglobulus (Háva, 2003)
  - Nosoglobulus loebli (Háva, 2003)
  - Nosoglobulus smetanai (Háva, 2003)
- Chi Nosotetocus Scudder, 1892
  - Nosotetocus debilis Scudder, 1900
  - Nosotetocus marcovi Scudder, 1892
  - Nosotetocus vespertinus Scudder, 1900

## Hình ảnh

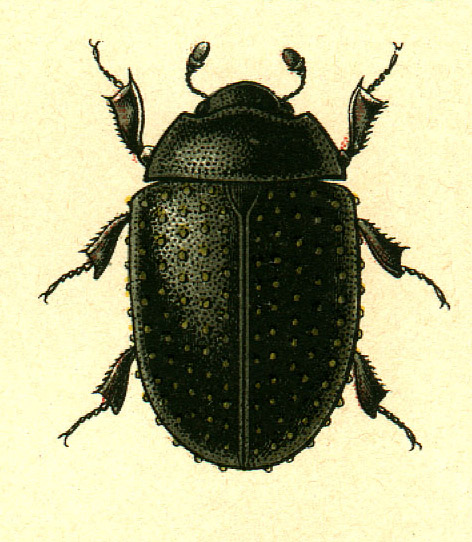
Nosodendron fasciculare
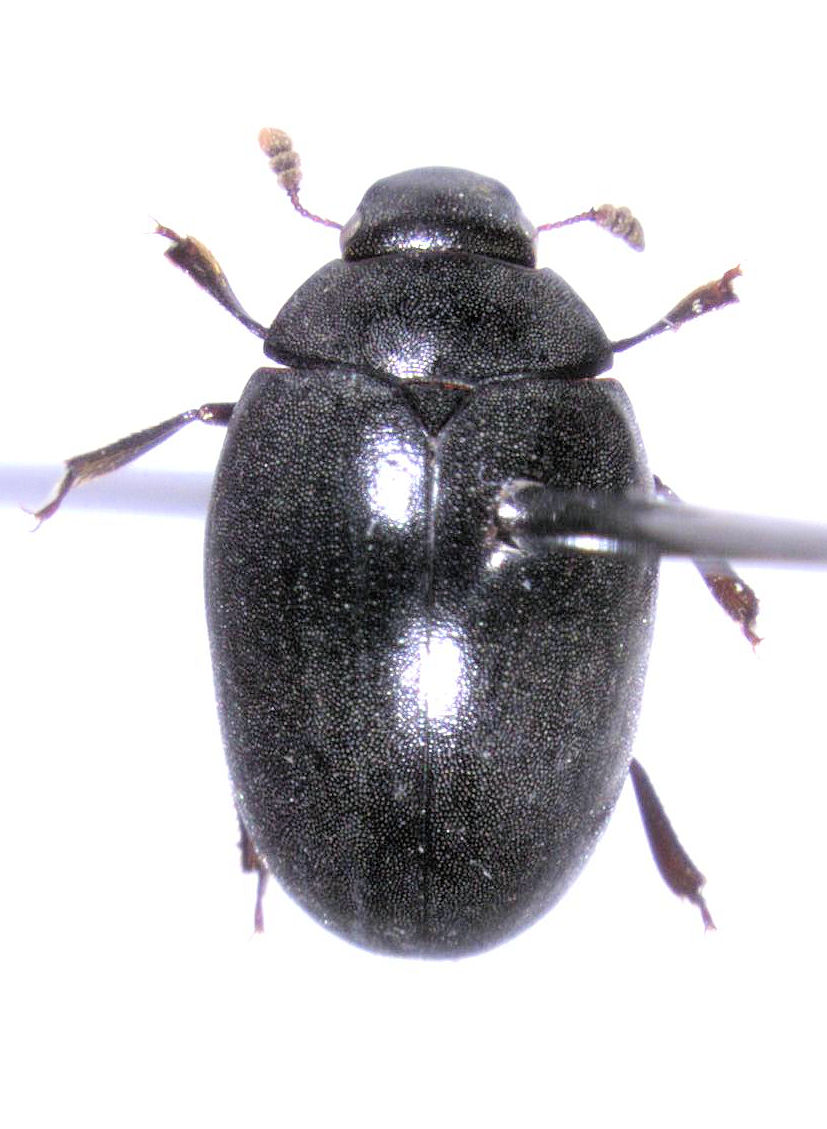
Nosodendron zealandicum
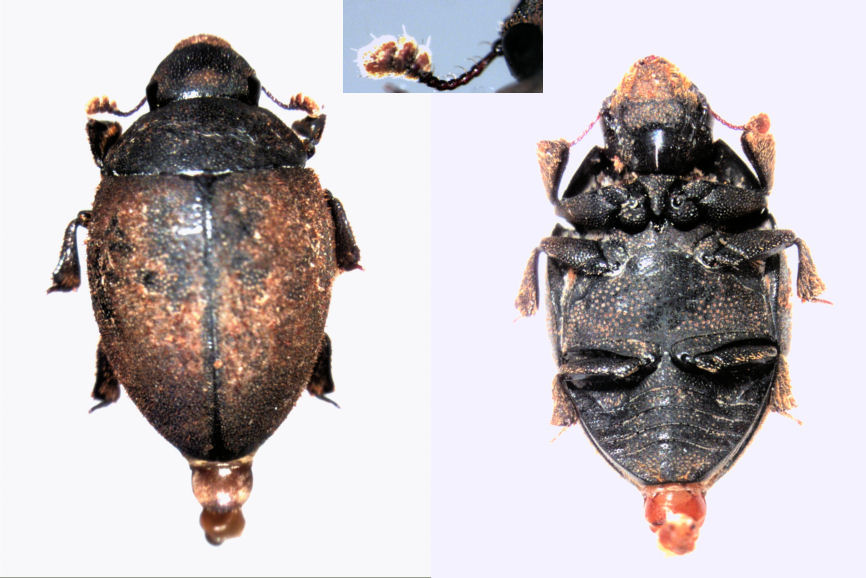
Nosodendron ovatum